# Pachnobia similis
Pachnobia similis là một loài bướm đêm trong họ Noctuidae.